# Octav Troianescu
Octav Troianescu (né le 4 février 1916 à Chernivtsi, dans l'Empire russe, et mort le 8 novembre 1980 en Roumanie), est un joueur d'échecs roumain, cinq fois vainqueur du championnat de Roumanie d'échecs (en 1946, 1954, 1956, 1957 et 1968).

## Palmarès individuel
Du milieu des années 40 à la fin des années 70, Octav Troianescu est l'un des joueurs d'échecs roumains les plus forts. Il remporte neuf médailles, dont cinq médailles en or (en 1946, 1954, 1956, 1957 et 1968) lors des championnats de Roumanie d'échecs.
En 1950, à la création des titres internationaux par la FIDE, il est le premier joueur d'échecs roumain à recevoir le titre de maître international.
Son palmarès inclus une 3e place au tournoi de Bucarest en 1951, une 2e place à celui de Sopot, en Pologne, la même année et une 3e place au tournoi d'Erfurt, en RDA, en 1955. En 1957, il participe au tournoi zonal qualificatif pour le championnat du monde d'échecs à Wageningen, aux Pays-Bas. Il se classe 9e. 

## Parcours avec l'équipe nationale de Roumanie

### Parcours lors des olympiades d'échecs
Octav Troianescu joue pour la Roumanie aux olympiades d'échecs : 
- en 1956, au troisième échiquier lors de la 12e Olympiade d'échecs à Moscou, en URSS (5 victoires (+), 10 matchs nuls (=), 2 défaites (-)),
- en 1960, à échiquier de réserve lors de la 14e olympiade d'échecs à Leipzig, en RDA en  (+2, = 5, -4).

### Parcours lors du championnat d'Europe des nations
Octav Troianescu joue pour la Roumanie dans les préliminaires du championnat d'Europe des nations :
- en 1957, au premier échiquier lors des éliminatoires du 1er championnat d'Europe des nations (+0, = 2, -2),
- en 1961, au cinquième échiquier lors des éliminatoires du 2e championnat d'Europe des nations (+0, = 2, -2),
- En 1970, à l'échiquier de réserve lors des éliminatoires du 4e championnat d'Europe des nations (+0, = 0, -1),
- En 1977, à l'échiquier de réserve lors des éliminatoires du 6e championnat d'Europe des nations (+0, = 1, -0).

### Parcours lors des Balkaniades
Octav Troianescu joue pour la Roumanie dans les Balkaniades d'échecs masculins :
- en 1946, au premier échiquier lors de la  première Balkaniade (+2, = 0, -1) ; il remporte de plus la médaille d'argent par équipe et individuelle
- en 1947, au deuxième échiquier lors de la deuxième Balkaniade (+0, = 0, -2).